# Мэри Энн Райтен
Мэри Энн Райтен Поунелл (англ. Mary Ann Wrighten Pownall; урожд. Мэри Мэттьюс, 1751—12 августа 1796) — британская певица, актриса и композитор.

## Биография
Мэри Энн Мэтьюс родилась в Англии, в семье отца-ювелира и матери-лавочницы. Была подмастерьем органиста Чарли Гриффита у которого обучалась музыке и дебютировала на сцене в возрасте 15 лет. Около 1769 года вышла замуж за актёра Джеймса Райтена в Бирмингеме, и пара вскоре перебралась в Лондон, чтобы устроиться в театр «Друри-Лейн», где она стала успешной певицей и актрисой.
У супругов были две дочери, Мэри и Шарлотта. В 1796 году они со скандалом развелись, и вскоре после этого Мэри Энн Райтер эмигрировала в США, где устроилась на работу к театральному менеджеру, Джону Хенри. Её первое выступление перед американской публикой состоялось в 1792 году, в Southwark Theater, в Филадельфии, под псевдонимом «Миссис (Хью) Поунелл». Также она выступала в Нью-Йорке. Поселилась в Чарльстоне, где умерла в 1796 году, во время эпидемии жёлтой лихорадки.
Написала автобиографию An Apology for the Life and Conduct of Mrs Mary Wrighten, Late a Favourite Actress and Singer, of Drury Lane Theatre, and Vauxhall Gardens.

## Работы
В 1784 году Райтен сочинила Четыре баллады:
- I Could Not Help Laughing at That
- Kiss Me Now or Never
- Twas Yes, Kind Sir and Thank You, Too
- Young Willy[3]

Также ей приписывают авторство:
- Jemmy of the Glen (около 1790)[4]